# Xarxa de Biblioteques i Arxius del CSIC

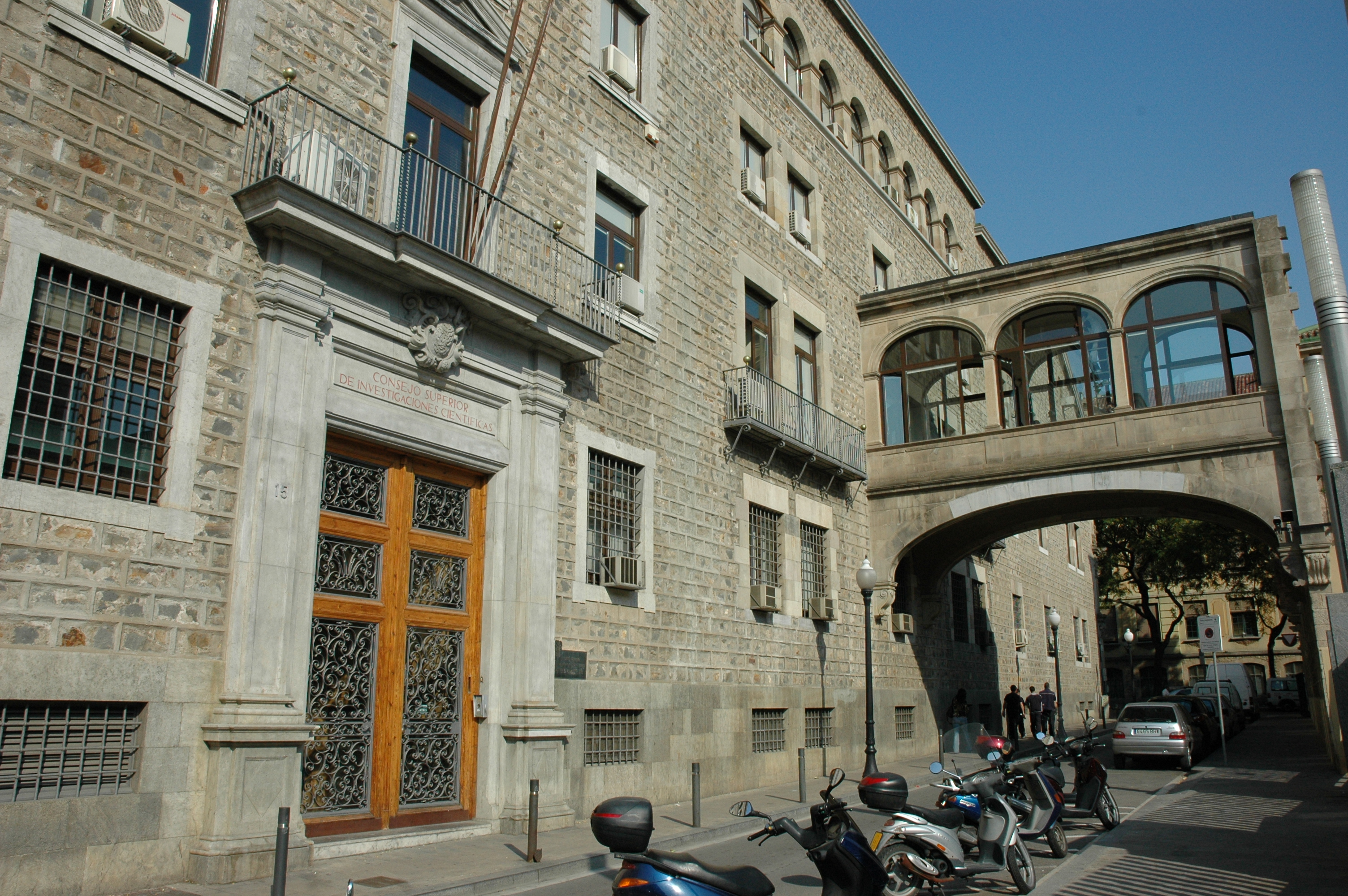
Ubicació de la delegació del CSIC a Catalunya, i de la Biblioteca de la Institució Milà i Fontanals de Recerca en Humanitats al barri del Raval de Barcelona

La Xarxa de Biblioteques i Arxius del CSIC és una xarxa de biblioteques especialitzades, de caràcter científic, que forma part del Sistema d'Informació Científica del Consell Superior d'Investigacions Científiques.
La Xarxa està constituïda per la Unitat de Recursos d'Informació Científica per a la Recerca del CSIC, i per 59 biblioteques especialitzades, a més de 14 arxius científics. Les biblioteques de la Xarxa estan ubicades en diferents centres de recerca, la majoria pertanyents del CSIC, però també en altres centres que aquest organisme comparteix amb Universitats o altres organismes d'investigació. La Xarxa de Biblioteques i Arxius del CSIC també proporciona serveis bibliotecaris al personal investigador dels centres i instituts que no tenen biblioteca a través de l'anomenat "Plan100% DIGITAL".
La Xarxa inclou, a més, quatre biblioteques externes pertanyents a fundacions relacionades amb la investigació, com són la Residencia de Estudiantes, la Reial Acadèmia de Ciències Exactes, Físiques i Naturals, la Fundació José Ortega y Gasset o el Museu de Ciències Naturals de Barcelona ubicat al Parc de la Ciutadella.

## Biblioteques i arxius del CSIC de l'àmbit catalanoparlant

### A Catalunya
- Biblioteca Carles Bas del Centre Mediterrani d'Investigacions Marines i Ambientals
- Biblioteca del Institut de Microelectrònica de Barcelona. Centre Nacional de Microelectrònica
- Biblioteca del Centre d'Investigació i Desenvolupament Pascual Vila
- Biblioteca de Geologia. Geociéncies Barcelona (GEO3BCN-CSIC)
- Biblioteca i arxiu de la Institució Milà i Fontanals de Recerca en Humanitats
- Biblioteca i arxiu de l'Institut Botànic de Barcelona. CSIC - Ajuntament de Barcelona
- Biblioteca Manuel Cardona de l'Institut de Ciència de Materials de Barcelona
- Biblioteca de l'Institut d'Investigació en Intel·ligència Artificial
- Biblioteca del Museu de Ciències Naturals de Barcelona (Parc de la Ciutadella)

### Al País Valencià
- Biblioteca de l'Institut d'Agroquímica i Tecnologia dels Aliments
- Biblioteca de l'Institut de Biologia Molecular i Cel·lular de Plantes "Eduardo Primo Yúfera"
- Biblioteca Enrique Pérez Payá de l'Institut de Biomedicina de València
- Biblioteca de l'Institut de Física Corpuscular
- Biblioteca de l'Institut de Tecnologia Química